# 미토콘드리아 대체요법
미토콘드리아 대체요법(mitochondrial replacement therapy, MRT, mitochondrial donation)은 질병을 예방하거나 개선하기 위한 목적으로 하나 이상의 세포에서 미토콘드리아를 대체하는 치료 방법이다. 미토콘드리아 대체요법은 미래에 낳을 아기의 몸에 존재하는 미토콘드리아 DNA(mtDNA)의 일부 또는 전부가 제3자의 몸에서 오게 되며, 시험관 아기의 한 특수한 형태에서 시작되었다. 아기를 낳고 싶어 하는 엄마가 미토콘드리아 질환을 유발하는 유전자를 가지고 있을 때 미토콘드리아 대체요법을 시행할 수 있다. 영국에서 치료 시행이 승인되었다. 또한 자가 미토콘드리아를 이용하여 손상된 조직의 미토콘드리아를 대체하고, 기능 회복을 시도할 수 있다. 이는 심장에 문제가 있는 신생아를 대상으로 미국에서 임상 연구가 진행된 바 있다.